# Мечи (масть)

Мечи.

Мечи — одна из первых мастей в итало-испанской колоде, на рисунке изображен золотой меч с хрустальной или золотой рукояткой, эта карточная масть входит в карты таро.

## Характеристики
В Испании масть Мечей известна как «эспада», а придворные карты известны как «Рей» (Король), «Кабалло» (Рыцарь или Кавалер) и «Сота» (Валет). Испанцы играют колодами по 40 или 48 карт. Десяток нет, а в более короткой колоде также выпадают девятки и восьмерки. Таким образом, масть Мечей ранжируется: RCS (9 8) 7 6 5 4 3 2 1. В Италии масть известна как пика, а соответствующие карты двора — «Ре», «Кавалло» и «Фанте». Используются пакеты из 40 или 52 карт. В более коротких пакетах десятки, девятки и восьмерки удалены. Рейтинг карт следующий: RCF (10 9 8) 7 6 5 4 3 2 1. Отличительной чертой является то, что в испанских образцах мечи изображаются короткими и прямыми, тогда как в итальянских образцах они длинные и изогнутые.

## Индивидуальные карты
- Семерка Мечей. В Scopa Семерка Мечей, наряду с другими Семерками масти, является самой высокой картой в бонусе Primiera .

## Таро
Масть мечей в некоторых таро пакетов является одним из нескольких костюмов, используемых в гадании.